# 北畠慶好
北畠 慶好（きたばたけ みちよし）は、安土桃山時代から江戸時代前期の武将。安東氏（秋田氏）家臣。
浪岡顕範の嫡男顕忠の子とも、浪岡氏最後の当主浪岡顕村の子ともいわれる。浪岡氏滅亡後、安東氏を頼って落ち延びる。愛季、実季に仕えて主に外交を担当した。男鹿脇本城下の岩倉に居住したことと、愛季から「季」の字を賜ったことから、岩倉季慶を名乗る。後に功により「湊」、「秋田」の姓も賜り、一門として遇された。その後、主君秋田家の宍戸への転封にも従った。